# 賞勲局
賞勲局（しょうくんきょく）は、内閣府の内部部局のひとつ。勲章・褒章など、栄典に関する事務を所管する。

## 略史
- 1876年（明治9年）10月12日、太政官達第96号により太政官の正院に賞勲事務局として設置される。
- 内閣制に移行した後、賞勲局官制（1886年（明治19年）3月30日勅令第10号）が定められ、内閣の所属となる。
- 1947年（昭和22年）5月、内閣の所属から内閣総理大臣の管理に属する機関に変更[1]。
- 1949年（昭和24年）6月、総理府設置に伴い、その内部部局になる。
- 2001年（平成13年）の中央省庁再編により内閣府賞勲局となる。

## 組織

### 賞勲局
- 総務課
  - 調査官
- 審査官(3)
  - 調査官(2)

## 歴代局長
（兼）は兼職、（扱）は事務取扱、（代）は事務代理を示す
| 代         | 名前             | 在任期間                                               | 備考             |
| 賞勲局長官 | 賞勲局長官       | 賞勲局長官                                             | 賞勲局長官       |
| ---------- | ---------------- | ------------------------------------------------------ | ---------------- |
| 1          | 伊藤博文         | 1876年（明治9年）12月26日 - 1878年（明治11年）3月5日   |                  |
| 賞勲局総裁 |                  |                                                        |                  |
| 2          | 三条実美         | 1878年（明治11年）3月5日 - 1883年（明治16年）6月25日   |                  |
| 3          | 柳原前光         | 1883年（明治16年）6月25日 - 1891年（明治24年）3月27日  |                  |
| 4          | 西園寺公望       | 1891年（明治24年）9月4日 - 1894年（明治27年）5月10日   |                  |
| 4          | （兼）西園寺公望 | 1894年（明治27年）5月10日 - 1894年（明治27年）8月6日   | 枢密院議長を兼務 |
| 5          | 大給恒           | 1894年（明治28年）8月6日 - 1909年（明治42年）2月23日   |                  |
| 6          | 正親町実正       | 1909年（明治42年）2月23日 - 1918年（大正7年）5月27日   |                  |
| 6          | （兼）児玉秀雄   | 1918年（大正7年）6月1日 - 1918年（大正7年）9月29日     |                  |
| 7          | 児玉秀雄         | 1918年（大正7年）9月29日 - 1921年（大正10年）12月21日  |                  |
| 8          | 正親町実正       | 1921年（大正10年）12月21日 - 1923年（大正12年）6月26日 |                  |
| 9          | 仙石政敬         | 1923年（大正12年）6月26日 - 1925年（大正14年）6月8日   |                  |
| -          | （扱）江木翼     | 1925年（大正14年）6月8日 - 1925年（大正14年）8月2日    |                  |
| -          | （扱）塚本清治   | 1925年（大正14年）8月2日 - 1925年（大正14年）9月16日   |                  |
| 10         | 宇佐美勝夫       | 1925年（大正14年）9月16日 - 1927年（昭和2年）5月27日   |                  |
| 11         | 天岡直嘉         | 1927年（昭和2年）5月27日 - 1929年（昭和4年）7月10日    | 売勲事件         |
| 12         | 下条康麿         | 1929年（昭和4年）7月10日 - 1940年（昭和15年）12月4日   |                  |
| 13         | 瀬古保次         | 1940年（昭和15年）12月4日 - 1948年（昭和23年）8月4日   |                  |
| 14         | 村田八千穂       | 1948年（昭和23年）8月4日 - 1949年（昭和24年）6月       |                  |
| 賞勲部長   |                  |                                                        |                  |
| 15         | 村田八千穂       | 1949年（昭和24年）6月 - 1956年（昭和31年）             |                  |
| 16         | 吉田咸蔵         | 1957年（昭和32年） - 1962年（昭和37年）                |                  |
| 17         | 岩倉規夫         | 1963年（昭和38年） - 1964年（昭和39年）7月3日          |                  |
| 賞勲局長   |                  |                                                        |                  |
| 18         | 岩倉規夫         | 1964年（昭和39年）7月3日 - 1969年（昭和44年）8月14日   |                  |
| 19         | 宮崎清文         | 1969年（昭和44年）8月14日 - 1971年（昭和46年）1月9日   |                  |
| 20         | 吉原一眞         | 1971年（昭和46年）1月9日 - 1974年（昭和49年）10月2日   |                  |
| 21         | 秋山進           | 1974年（昭和49年）10月2日 - 1976年（昭和51年）10月5日  |                  |
| 22         | 川村皓章         | 1976年（昭和51年）10月5日 - 1979年（昭和54年）6月20日  |                  |
| 23         | 亀谷禮次         | 1979年（昭和54年）6月20日 - 1979年（昭和54年）11月15日 |                  |
| 24         | 小玉正任         | 1979年（昭和54年）11月15日 - 1982年（昭和57年）8月12日 |                  |
| -          | （代）桐澤昭夫   | 1982年（昭和57年）8月12日 - 1982年（昭和57年）8月31日  |                  |
| 25         | 柳川成顕         | 1982年（昭和57年）8月31日 - 1984年（昭和59年）7月3日   |                  |
| 26         | 海老原義彦       | 1984年（昭和59年）7月3日 - 1987年（昭和62年）6月2日    |                  |
| 27         | 小谷宏三         | 1987年（昭和62年）6月2日 - 1989年（平成元年）3月2日    |                  |
| 28         | 稲橋一正         | 1989年（平成元年）3月2日 - 1991年（平成3年）6月21日    |                  |
| 29         | 文田久雄         | 1991年（平成3年）6月21日 - 1993年（平成5年）7月5日     |                  |
| 30         | 石出宗秀         | 1993年（平成5年）7月5日 - 1996年（平成8年）7月10日     |                  |
| 31         | 平野治生         | 1996年（平成8年）7月10日 - 1998年（平成10年）1月13日   |                  |
| 32         | 安藤昌弘         | 1998年（平成10年）1月13日 - 1998年（平成10年）7月10日  |                  |
| 33         | 榊誠             | 1998年（平成10年）7月10日 - 2000年（平成12年）8月10日  |                  |
| 34         | 佐藤正紀         | 2000年（平成12年）8月10日 - 2004年（平成16年）1月9日   |                  |
| 35         | 勝野堅介         | 2004年（平成16年）1月9日 - 2007年（平成19年）1月16日   |                  |
| 36         | 福下雄二         | 2007年（平成19年）1月16日 - 2009年（平成21年）7月10日  |                  |
| 37         | 阪本和道         | 2009年（平成21年）7月10日 - 2012年（平成23年）1月20日  |                  |
| 38         | 武川光夫         | 2012年（平成23年）1月20日 - 2013年（平成25年）8月12日  |                  |
| 39         | 黒羽亮輔         | 2013年（平成25年）8月12日 - 2015年（平成27年）10月29日 |                  |
| 40         | 幸田徳之         | 2015年（平成27年）10月29日 - 2017年（平成29年）9月14日 |                  |
| 41         | 大塚幸寛         | 2017年（平成29年）9月14日 - 2019年（令和元年）7月9日   |                  |
| 42         | 小野田壮         | 2019年（令和元年）7月9日 - 2023年（令和5年）7月3日     |                  |
| 43         | 伊藤信           | 2023年（令和5年）7月4日 - 2024年（令和6年）7月5日      |                  |
| 44         | 笹川武           | 2024年（令和6年）7月5日 - 現職                         |                  |